# 佐藤嘉倫
佐藤 嘉倫（さとう よしみち、1957年 - ）は、日本の社会学者、東北大学大学院文学研究科教授。専門は、社会学、数理社会学。

## 来歴
東京大学大学院社会学研究科博士課程単位取得退学、横浜市立大学商学部助教授、東北大学文学部助教授、シカゴ大学、コーネル大学社会学部客員研究員などを経て、現職。東北大学大学院文学研究科21世紀COEプログラム「社会階層と不平等研究教育拠点」拠点リーダー。
現在は社会階層や不平等の生成メカニズムと、信頼関係の形成メカニズムの分析に取り組んでいる。どちらも合理的選択理論、ゲーム理論、エージェント・ベースト・モデルなど数理モデルを駆使した研究を進めている。

## 著書

### 単著
- 『意図的社会変動の理論――合理的選択理論による分析』（東京大学出版会, 1998年）
- Intentional Social Change: A Rational Choice Theory, (2006, Trans Pacific Press)
- 『ゲーム理論 人間と社会の複雑な関係を解く (ワードマップ)』 （新曜社、2008年）

### 共編著
- （平松闊）『ネットワーク・ダイナミクス――社会ネットワークと合理的選択』（勁草書房, 2005年）
- （土場学・三隅一人・小林盾・数土直紀・渡辺勉）『社会を“モデル”でみる――数理社会学への招待』（勁草書房, 2004年）
- （尾嶋史章）『現代の階層社会1 格差と多様性』 （東京大学出版会,2011年）

### 訳書
- チャールズ・レイブ, ジェームズ・マーチ著『社会科学のためのモデル入門』（ハーベスト社, 1992年）